# 三井住友海上名古屋ビル
三井住友海上名古屋ビル （みついすみともかいじょうなごやビル） は、愛知県名古屋市中区錦にある超高層ビルである。

## 概要
桜通沿いに建つ超高層ビルで、建設母体が社名変更や合併を行った為、計画時（総合設計制度適用事例一覧 （注）許可時の申請参照）には｢大正海上名古屋ビル」、竣工時（やさしさマーク交付事務所一覧参照）には「三井海上名古屋ビル」そして現在は「三井住友海上名古屋ビル」と3度名称が変更になっている。
現在は三井住友海上火災保険グループの名古屋における拠点として使用されているため、一般のテナントは基本的に入居していないが、1階にNPOに運営を委託している「NPO 喫茶 カフェ アイリス」があり、一般客も入店できるようになっている。
愛知県人にやさしい街づくりの推進に関する条例で定める整備基準を満たし、障害者対応エレベーターと車いす使用者対応トイレの設置をしているビルに交付される「やさしさマーク」を取得しており、障害者が利用しやすいオフィスビルとなっている。
「NPO 喫茶 カフェ アイリス」の設立に関連して当ビルの総務責任者が「特定非営利活動法人パートナーシップ・サポートセンター（PSC)」の理事に就任する取り決めになっているため、東京大学サステイナビリティ学連携研究機構の発行する雑誌「サステナ」の冊子体配布場所の提供やフェアトレードの実施など社会貢献活動を積極的にビルの運営の一環として積極的に行っている。

## 三井海上名古屋ギャラリー
三井海上名古屋ビル時代にあったギャラリー。
「名古屋国際ミニプリント展」や「現代美術の視点展」などが開催された為、版画家や現代美術家などの略歴には現在もしばしば登場する。

## 職場でフェアトレード
2010年7月7日から開催されている会社のお昼休憩時間に社員食堂の入り口で開かれている「フェアトレード交流・展示即売会」。「名古屋をフェアトレード・タウンにしよう会」の協力を得て実施されている。

## NPO 喫茶 カフェ アイリス
知的障害者の社会活動支援団体である「社会福祉法人ゆめネット」がビル内１階の入り口のそばのロビーの一画で運営する喫茶店。
従来14階にあった社員食堂が撤退した後、それに代わる社員の福利厚生と社会貢献活動を同時に行うものとして、三井住友海上火災保険がNPOに持ちかけ実現した障害者雇用施設である。
その為、場所や備品、食器や会社光熱費などは三井住友海上火災保険が全て無償で提供している。
三井住友海上側の希望で「特定非営利活動法人パートナーシップ・サポートセンター（PSC)」と三井住友海上の本社との間の使用貸借契約を締結する形式となっているため、女性グループのNPOと障害者グループのNPOの共同運営から障害者グループのNPOの単独運営、社会福祉法人の運営と実際の運営主体が変わっても継続して事業を行うことに成功している。
設立当初から運営を担ってきた聴覚障害者と健常者が共同で働くNPO「スペイス21」が2010年3月末で運営から撤退した為、2010年4月12日からは社会福祉法人ゆめネットが運営している。
一般客の出入りの少ない自社ビル内での運営で宣伝に力を入れていないため、売上は月30から40万円程度に留まり、一般の喫茶店の様な給与を働いている障害者達には支払えていないが、障害者の社会復帰に向けたOJTの場として有効に機能している。
三井住友海上の代表的な社会貢献活動としてディスクロージャー誌「三井住友海上の現状」などにも記載されている。

## 参照
- 総合設計制度適用事例一覧 （注）許可時の申請内容 名古屋市　（ウェブサイト）
- やさしさマーク交付事務所一覧 名古屋市（ウェブサイト）
- 清水建設二百年史　清水建設（ウェブサイト）
- 名古屋をフェアトレード・タウンにしよう会 » CSRとフェアトレード
- 生涯学習情報提供システム
- 黒木美希 名古屋国際ミニプリント展 - 神戸アートアニュアル
- 配布場所 - 東京大学サステイナビリティ学連携研究機構
- 知的障害 社会福祉法人ゆめネット コアラハウス
- エム・オーヒューマンサービス株式会社 グループ法人
- 事例3 ： NPO が経営する喫茶店「カフェ アイリス」① 特定非営利活動　経済産業省（ウェブサイト）